# Zoe Sugg
Zoe Elizabeth Sugg (Lacock, 28 maart 1990) is een Brits blogger, vlogger en auteur. Ze is vooral op YouTube bekend onder de naam Zoella.

## Carrière

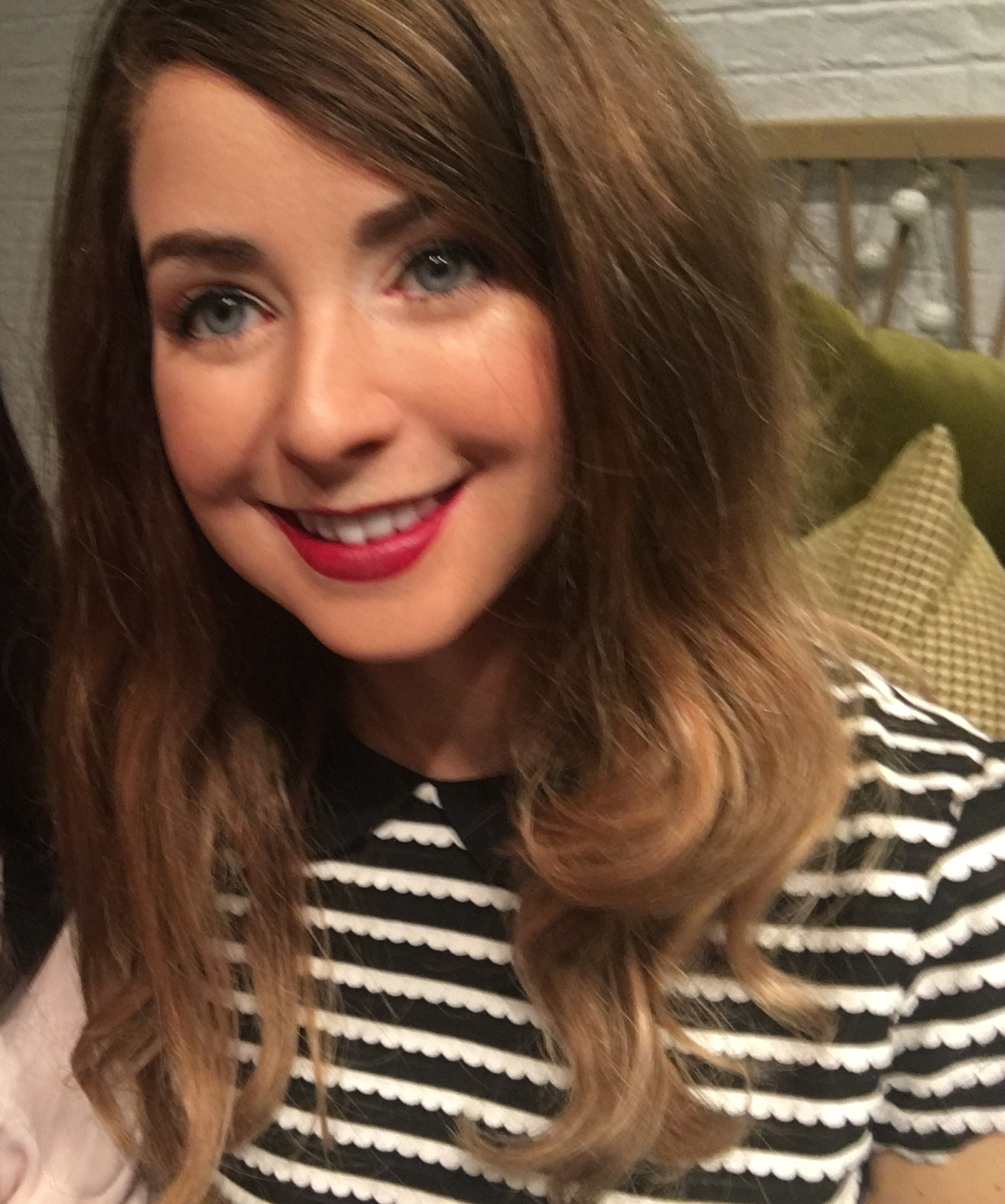

### YouTube
In februari 2009 startte Sugg haar blog, Zoella. Eind dat jaar had de website ongeveer 1000 volgers, wat in maart 2014 groeide tot 140 miljoen bezoeken in totaal. Eind 2009 werd ze onder dezelfde naam ook actief op de filmpjeswebsite YouTube. Begin februari 2016 had Sugg ruim 10 miljoen abonnees op dat YouTube-kanaal. In haar blog en video's spreekt ze voornamelijk over mode en lifestyle.
Op haar tweede YouTube-kanaal, MoreZoella, maakt ze video's van haar dagelijkse bezigheden. Dat kanaal telde begin februari 2015 meer dan 3.800.000 abonnees. Zoe Sugg maakte reeds filmpjes met andere youtubers zoals Joe Sugg, Troye Sivan, Tyler Oakley, Alfie Deyes en PewDiePie.

### Zoella Beauty
In september 2014 startte Sugg een collectie van cosmetica op, genaamd Zoella Beauty. Volgens de Britse Metro ging het om "de grootste marktgang van schoonheidsproducten van het jaar".

### Girl Online
Op 25 november 2014 bracht Sugg haar eerste boek uit: Girl Online. Het verhaal gaat over een 15-jarig meisje van wie de blog plots populair wordt. Sugg gaf eerder aan dat het niet om een autobiografie gaat. Na een week was het boek meer dan 78.000 keer verkocht, waarmee ze bekende Britse schrijvers zoals E.L. James en J.K. Rowling in hun debuut voorbijstak. Girl Online werd met afstand het snelst verkopende debuut in het Verenigd Koninkrijk.
Later bleek dat ze haar boek niet zelf had geschreven, hoewel het verhaal en de personages wel door haar bedacht zijn.
Het vervolg, Girl Online: On Tour, kwam uit op 20 oktober 2015.
Girl Online: Going Solo verscheen in november 2016.

## Privé
Sugg heeft een jongere broer, Joe Sugg, die op YouTube beter bekend is onder de naam ThatcherJoe. Daarnaast heeft ze een relatie met Alfie Deyes, die als PointlessBlog op YouTube bekend is. Ze is woonachtig te Brighton. Ze heeft twee dochters (2021 en 2023).

## Prijzen
In 2014 won ze een Teen Choice Award in de categorie "Choice Web Star: Fashion/Beauty" en een Kids Choice Award in de categorie "UK Favourite Vlogger". Datzelfde jaar stond ze volgens The Daily Telegraph op de 33ste plaats van de 40 beste beauty-bloggers en noemde de Britse Vogue haar "Queen of the Haul".

## Trivia
- Sugg had een figurantenrol in Harry Potter en de Steen der Wijzen (2001), maar de scène werd later uit de film geknipt.
- In 2014 deed ze, samen met onder anderen haar broer en vriend, mee met Band Aid en zong ze Do They Know It's Christmas?.